# 德賴登 (密歇根州)
德賴登（英語：Dryden）是位於美國密歇根州拉皮爾縣德賴登鎮區的一個村。

## 人口
根據2020年美國人口普查的數據，德賴登的面積為2.85平方千米，當中陸地面積為2.85平方千米，而水域面積為0.00平方千米。當地共有人口1023人，而人口密度為每平方千米358人。